# SK 슈가글라이더즈
광명 SK 슈가글라이더즈 WHC(Gwangmyeong SK Sugar Gliders Women's Handball Club)는 대한민국 경기도 광명시에 있는 핸드볼 선수단이다. SK엔무브가 운영하는 여자 세미프로 핸드볼단이며, 2012년에 창단되었다.
2011년 용인시청 여자 핸드볼단이 해체한 것을 대한핸드볼협회장으로 재직중인 최태원 SK그룹 회장이 인수하여 기존의 용인시청 선수 9명과 공개 테스트로 뽑은 5명 총 13명의 선수를 구성하여 창단하였다.
초대 감독으로는 전 용인시청 감독이었던 김운학이 선임되어 2014년 말까지 감독직을 수행하였으며, 2015년부터 2017년까지 강경택 감독이 수석코치에서 승진하여 감독직을 수행하였다. 2024년 현재는 내부 승격으로 코치였던 김경진 감독이 사령탑으로 SK슈가글라이더즈를 지도하고 있다.

## 연혁
- 2012년 1월 10일 - SK 루브리컨츠 핸드볼단 창단
- 2012년 8월 17일 - SK 슈가글라이더즈로 팀명 변경
- 2017시즌 SK핸드볼코리아리그 정규리그·챔피언결정전 통합챔피언
- 2018-19시즌 SK핸드볼코리아리그 정규리그·챔피언결정전 2위
- 2019-20시즌 SK핸드볼코리아리그 우승
- 2023-24시즌 신한SOL페이 핸드볼 H리그 통합우승

## 선수 명단
2024년

참고: FIFA 자격 규정에 따라 소속된 국가대표팀 국기를 표시합니다. 선수는 복수의 FIFA 비회원국 국적을 가지고 있을 수 있습니다.
| 번호 | 포지션 | 국적 | 이름          |
| ---- | ------ | ---- | ------------- |
| 5    | LW     |      | 김수정 (주장) |
| 9    | CB     |      | 신다빈        |
| 11   | PV     |      | 연은영        |
| 12   | GK     |      | 이민지        |
| 15   | LW     |      | 최수민        |
| 16   | GK     |      | 장서연        |
| 17   | LB     |      | 이현주        |
| 18   | LB     |      | 황인선        |
| 19   | PV     |      | 강은혜        |

| 번호 | 포지션 | 국적 | 이름   |
| ---- | ------ | ---- | ------ |
| 21   | LB     |      | 심해인 |
| 22   | LB     |      | 배은비 |
| 23   | LB     |      | 송지은 |
| 24   | CB     |      | 강경민 |
| 27   | PV     |      | 김의진 |
| 28   | LW     |      | 김지민 |
| 29   | RB     |      | 유소정 |

## 지도자
- 감독: 김경진
- 코치: 김민구
- 트레이너: 유현경

## 사무국
- 단장: 김정훈
- 운영팀장: 최승욱

## 참고 문헌
- “스포츠지원포털 등록 현황”. 대한체육회.